# Joaquín Gericó Trilla
Joaquín Gericó Trilla (Alcácer, Valencia, 28 de octubre de 1962) es un compositor, profesor musical, director de orquesta de viento y flautista español contemporáneo.

## Carrera
Recibió sus primeras lecciones en la escuela de música de la banda sinfónica local. Posteriormente, estudió en el Conservatorio Superior de Música de Valencia con Jesús Campos García. Continuó sus estudios en el Real Conservatorio Superior de Música de Madrid con Andrés Carreres López y, posteriormente, se instaló en Francia donde estudió con Raymond Guiot y Alain Marion, así como con Geoffrey Gilvert y Trevor Wye en Reino Unido.
En 1982 pasó a formar parte de la Orquesta Sinfónica de Asturias. En 1986 era empleado del Ministerio de Educación y Ciencia y responsable de la formación en flauta. Es profesor de los conservatorios Conservatorio "Juan de Antxieta" y "Julián Gayarre" de Bilbao y del Conservatorio Superior de Música de Salamanca.
De 1987 a 1999 fue jefe del departamento de flauta del Real Conservatorio Superior de Música de Madrid y actualmente es profesor del Conservatorio Superior de Música "Joaquín Rodrigo" de Valencia. Fundó una orquesta de flauta en el Conservatorio de Valencia y también escribió obras para orquesta de flauta como compositor. Desde 1989 es cofundador y presidente de la Asociación Española de Flautistas.
Joaquín Gericó Trilla es director de la escuela de música y director de la Banda de la Unión Musical de La Pobla Llarga. También es profesor de la escuela de música de la Banda de Música de Alba de Tormes.
Como flautista solista actúa con la Orquesta Sinfónica de Bilbao, la Filarmónica de Gran Canaria, la Sinfónica de Valencia, la Capilla Real, la Orquesta Comunidad de Madrid y la Orquesta Nacional de España.
Ha publicado una serie sobre el desarrollo histórico de la música de flauta en España, que obtuvo el Premio Euterpe en 2005.

## Composiciones

### Obras para orquesta
- 1995 Balada per a dolçaina, tabalet i orquesta.

### Trabajos para banda (orquesta/banda de viento)
- 1992 Concierto per a dos dolçaines i banda simfònica, para dos dolçaines y orquesta de concierto.
- 1994 Alba de Tormes, obertura para la fiesta de Verano
- 1994 Un Canto a Alcácer, para coro y banda de concierto.
- 1998 X Aniversario.
- 2001 Fantasía Española para castañuelas y orquesta de viento.
- 2002 Javier Valverde, torero pasodoble basado en un cuento de Toño Blázquez.
- 2004 Temple y Majeza de Juán Diego, pasodoble.
- 2005 Himne a la Falla del Mercat.

### Misas, música espiritual y religiosa
- 1993 Himno al Santísimo Cristo de la Fe, para coro y órgano.
- 1993 Himno a la Virgen del Carmen, para coro y órgano.
- 1993 Himno a la Virgen de la Asunción, para coro y órgano.
- 1993 Misa a tres voces en castellano, para coro y órgano.

### Música de cámara
- 1984 Amafort, para piano.
- 1993 Cercavila d¿Alcàsser, para dos flautas.
- 1993 Camí de l¿Alter, para dos flautas.
- 1993 Dansa-Bolero de la Torre Vella, para flauta.
- 1993 Processó del Crist de la Fe, para dos flautas.
- 1993 Processó a Sant Martí Bisbe, para dos flautas.
- 1995 Episodios de una historia de amor, para fagot y violonchelo.
- 2000 Toc de Castell, para flauta.

## Libros
- Lepoldo Magenti, vida y obra. Autor: Joaquín Gericó Trilla. Editor: Editorial Universidad Politécnica de Valencia, 2011. Año de publicación: 2011. País: España. Idioma: español. ISBN: 978-84-8363-720-3.[2]
- [3]